# Olof Andersson i Hegled
Olof Andersson (i riksdagen kallad Andersson i Hegled), född 11 januari 1765 i Sunne församling, Jämtlands län, död där 18 juni 1836, var en svensk riksdagsman i bondeståndet.
Andersson företrädde Jämtlands södra härad vid riksdagen 1815. Han var då ledamot i bondeståndets enskilda besvärsutskott, suppleant i bevillningsutskottet, ledamot i förstärkta statsutskottet och i förstärkta allmänna besvärs- och ekonomiutskottet.